# Óscar Estupiñán
Óscar Eduardo Estupiñán Vallesilla (Cali, Colombia, 29 de diciembre de 1996) es un futbolista colombiano que juega de delantero en el Futbol Club Juárez de la Liga BBVA MX de México.

## Trayectoria

### Once Caldas
Debutó con el Once Caldas el 20 de agosto de 2014 en la victoria como visitantes 4 a 1 sobre Fortaleza en un juego válido por la Copa Colombia 2014. El 15 de mayo de 2015 debuta en la Categoría Primera A en el empate a dos goles contra Uniautónoma, el 16 de septiembre marca su primer gol como profesional en el empate a un gol contra Envigado F. C.
El 7 de septiembre marca el gol de la victoria por la mínima contra Santa Fe por la Copa Colombia 2015.
El 13 de febrero de 2016 marca su primer doblete en la goleada 4 por 0 sobre Jaguares de Córdoba, su último gol del año lo marca el 23 de octubre en la derrota 2-1 con el Atlético Huila terminando con 13 goles en 37 partidos jugados con tan solo 19 años.
El 26 de febrero marca su primer gol del año 2017 dándole la victoria 2 a 1 a su club en casa del Atlético Bucaramanga, ocho días después el 5 de marzo marca en la victoria 3 a 2 en el Estadio Manuel Murillo Toro contra el Deportes Tolima y a los siete días marca de nuevo en el 3 por 3 contra el Junior. En su último partido con el Once Caldas el 20 de mayo marca gol a pesar de la derrota 2-3 como locales contra el Deportivo Pasto.

### Vitória Guimarães
El 9 de febrero de 2017 es confirmada su venta al Vitória Guimarães de la Primeira Liga de Portugal a pesar de eso termina cedido seis en el Once Caldas. Debuta en la Liga Europa de la UEFA el 14 de septiembre en el empate a un gol frente a Red Bull Salzburgo. Su primer gol lo marca el 6 de mayo en la goleada 4 por 1 como visitantes en casa de C. D. Tondela.

### Barcelona Sporting Club
El 28 de enero se confirma como nuevo jugador del Barcelona Sporting Club de la Campeonato Ecuatoriano de Fútbol.  El 6 de febrero debuta de manera oficial como titular en la victoria 2-1 como visitantes contra Defensor Sporting en Uruguay por la fase previa de la Copa Libertadores 2019. Su primer gol lo marca el 24 de febrero en la victoria 2 por 0 sobre Mushuc Runa. El 7 de abril marca el gol del empate al minuto 90 en su visita al América de Quito. El 27 de abril marca el cuarto gol en la victoria 3-4 ante Sociedad Deportiva Aucas en Quito

### Denizlispor
El 30 de julio de 2019 es confirmado como nuevo jugador del Denizlispor de la Superliga de Turquía. Debuta el 21 de septiembre en el empate a un gol como visitantes ante Kayserispor ingresando en el segundo tiempo. El 25 de septiembre marca sus primeros dos goles en la goleada 4 por 0 como visitantes ante Hacettepe Spor Kulübü por la Copa de Turquía. Su primer gol por Liga lo hace el 20 de octubre en la derrota 1-2 como locales ante Fenerbahçe. El 5 de diciembre marca nuevamente doblete en la victoria 5 a 3 como visitantes ante Altınordu Futbol Kulübü, el 19 marca otro doblete nuevamente ante Altınordu Futbol Kulübü en el empate a dos goles, el 23 de diciembre marca su último gol del año en la derrota 5 por 1 como locales ante Alanyaspor. El 23 de enero de 2020 marca su primer gol del año en la victoria 2-0 sobre Trabzonspor empatando el global 2-2, al final quedan eliminados en penales terminando como goleador de la copa con siete goles en cinco partidos. El 3 de febrero marca el gol del empate a un gol en los últimos minutos contra Göztepe luego de ingresar en el segundo tiempo. El 13 de julio ingresa en el segundo tiempo y marca el gol de la victoria 2 por 1 Trabzonspor.

### Vitória Guimarães
En junio del 2020 vuelve al club dueño de sus derecho deportivos el, Vitória Guimarães. Debuta hasta el 16 de diciembre dándole el empate a su club 1 a 1 contra el S. L. Benfica por la copa forzando los penales en el que caen eliminados. A los cinco días marca su primer doblete desde su regreso en la goleada 4 por 0 como visitantes ante C. D. Santa Clara siendo de las figuras del partido.

### Hull City
En julio de 2022 fichó por el Hull City A. F. C. de Inglaterra. En poco más de una temporada marcó 14 goles en 42 partidos y el 1 de septiembre de 2023 fue cedido al F. C. Metz. En este equipo apenas participó en seis encuentros, por lo que el siguiente mes de febrero, tras haber sido cancelada la cesión, fue prestado al E. C. Bahia.

## Selección nacional
El 24 de mayo de 2022 fue convocado por primera vez a la selección de Colombia con miras de disputar un amistoso frente a Arabia Saudita a comienzos de junio. Debutó el 5 de junio en la victoria 1-0 sobre dicha selección.

## Estadísticas
| Club                           | Div.          | Temporada     | Liga  | Liga  | Copas | Copas | Internacional | Internacional | Total | Total | Media goleadora |
| Club                           | Div.          | Temporada     | Part. | Goles | Part. | Goles | Part.         | Goles         | Part. | Goles | Media goleadora |
| ------------------------------ | ------------- | ------------- | ----- | ----- | ----- | ----- | ------------- | ------------- | ----- | ----- | --------------- |
| Once Caldas · Colombia         | 1.ª           | 2014          | 0     | 0     | 1     | 0     | 0             | 0             | 1     | 0     | 0               |
| Once Caldas · Colombia         | 1.ª           | 2015          | 10    | 1     | 3     | 1     | 0             | 0             | 13    | 2     | 0.15            |
| Once Caldas · Colombia         | 1.ª           | 2016          | 34    | 13    | 3     | 0     | 0             | 0             | 37    | 13    | 0.35            |
| Once Caldas · Colombia         | 1.ª           | 2017          | 14    | 4     | 4     | 0     | 0             | 0             | 18    | 4     | 0.22            |
| Once Caldas · Colombia         | Total club    | Total club    | 58    | 18    | 11    | 1     | 0             | 0             | 69    | 19    | 0.27            |
| Vitória Guimarães "B" Portugal | 2.ª           | 2017-18       | 19    | 10    | ―     | ―     | ―             | ―             | 19    | 10    | 0.52            |
| Vitória Guimarães "B" Portugal | Total club    | Total club    | 19    | 10    | 0     | 0     | 0             | 0             | 19    | 10    | 0.52            |
| Vitória Guimarães Portugal     | 1.ª           | 2017-18       | 10    | 1     | 2     | 0     | 2             | 0             | 14    | 1     | 0.07            |
| Vitória Guimarães Portugal     | 1.ª           | 2018-19       | 4     | 0     | 4     | 2     | ―             | ―             | 8     | 2     | 0.25            |
| Barcelona S. C. · Ecuador      | 1.ª           | 2019          | 9     | 5     | 0     | 0     | 2             | 0             | 11    | 5     | 0.45            |
| Barcelona S. C. · Ecuador      | Total club    | Total club    | 9     | 5     | 0     | 0     | 2             | 0             | 11    | 5     | 0.45            |
| Denizlispor Turquía            | 1.ª           | 2019-20       | 28    | 7     | 5     | 7     | ―             | ―             | 33    | 14    | 0.42            |
| Denizlispor Turquía            | Total club    | Total club    | 28    | 7     | 5     | 7     | 0             | 0             | 33    | 14    | 0.42            |
| Vitória Guimarães Portugal     | 1.ª           | 2020-21       | 23    | 8     | 1     | 1     | ―             | ―             | 24    | 9     | 0.38            |
| Vitória Guimarães Portugal     | 1.ª           | 2021-22       | 28    | 15    | 5     | 1     | ―             | ―             | 33    | 16    | 0.48            |
| Vitória Guimarães Portugal     | Total club    | Total club    | 66    | 24    | 11    | 4     | 2             | 0             | 79    | 28    | 0.28            |
| Hull City A. F. C. Inglaterra  | 2.ª           | 2022-23       | 35    | 13    | 2     | 0     | ―             | ―             | 37    | 13    | 0,35            |
| Hull City A. F. C. Inglaterra  | 2.ª           | 2023-24       | 4     | 0     | 1     | 1     | ―             | ―             | 5     | 1     | 0,2             |
| F. C. Metz Francia             | 1.ª           | 2023-24       | 6     | 0     | 0     | 0     | ―             | ―             | 6     | 0     | 0               |
| F. C. Metz Francia             | Total club    | Total club    | 6     | 0     | 0     | 0     | 0             | 0             | 6     | 0     | 0               |
| E. C. Bahia · Brasil           | 1.ª           | 2024          | 11    | 3     | 10    | 5     | ―             | ―             | 21    | 8     | 0.38            |
| E. C. Bahia · Brasil           | Total club    | Total club    | 11    | 3     | 10    | 5     | 0             | 0             | 21    | 8     | 0.38            |
| Hull City A. F. C. Inglaterra  | 2.ª           | 2024-25       | 2     | 1     | 1     | 0     | ―             | ―             | 3     | 1     | 0.33            |
| Hull City A. F. C. Inglaterra  | Total club    | Total club    | 41    | 14    | 4     | 1     | 0             | 0             | 45    | 15    | 0.33            |
| F. C. Juárez · México          | 1.ª           | 2024-25       | 18    | 9     | ―     | ―     | ―             | ―             | 18    | 9     | 0.50            |
| F. C. Juárez · México          | Total club    | Total club    | 18    | 9     | 0     | 0     | 0             | 0             | 18    | 9     | 0.50            |
| Total carrera                  | Total carrera | Total carrera | 256   | 90    | 41    | 18    | 4             | 0             | 301   | 108   | 0.36            |